# Стефен Антонакас
Стефен Антонакас (грец. Στυλιανός Αντωνάκος, *1 листопада 1926, Айос Ніколаос, Лаконія, Греція — †17 серпня 2013, Нью-Йорк, США) — греко-американський скульптор, відомий своїми абстрактними роботами з використанням неону.  

## Життя і творчість
У віці 4 років Антонакас переїхав із родиною до США та виріс у районі Бей-Ридж у Брукліні, Нью-Йорк.  
Його роботи брали участь у численних міжнародних виставках, зокрема в Documenta 6 (1977) у Касселі, Німеччина, та у Венеційській бієнале (1997), де він представляв Грецію. Його твори зберігаються в провідних музеях світу, таких як MoMA, Метрополітен-музей, Музей Гуггенхайма та Національна галерея мистецтв у Вашингтоні.  
Серед публічних замовлень Антонакаса були інсталяції для аеропортів Атланти, Мілвокі та Барі, Італія. У Нью-Йорку він створив «Неон для 42-ї вулиці» та «Неон для 59-ї вулиці».  
У 2011 році Антонакас отримав премію за досягнення в галузі мистецтва від Національної академії дизайну.  

## Вибрані виставки
- 1977: Documenta 6, Кассель, Німеччина
- 1997: Венеційська бієнале, Венеція, Італія
- 2009: Museum of Modern Art, Нью-Йорк, США
- 2017: Documenta 14, Кассель, Німеччина